# 二次性徴抑制剤
二次性徴抑制剤（にじせいちょうよくせいざい、思春期ブロッカーとも呼ばれる）は、子どもの第二次性徴を遅らせる薬である。主にGnRHアゴニストが使用され、アンドロゲンやエストロゲンといった性ホルモンの産生を抑制する。二次性徴抑制剤は、第二次性徴による望まない体の変化を遅らせるためにトランスジェンダーの子どもに使われており、患者は時間をかけてジェンダー・アイデンティティを模索することが可能となる。また二次性徴の発達に伴って生じる可能性のある苦痛を軽減することが期待される。この薬は思春期早発症の子どもや、成人におけるホルモン感受性のがん、子宮筋腫の治療にも用いられている。
トランスジェンダーの若者に対する二次性徴抑制は、アメリカ医師会、アメリカ心理学会、アメリカ小児科学会を含むアメリカのすべての主要な医学会およびオーストラリアの4つの医学団体、内分泌学会、ヨーロッパ性医学学会、世界トランスジェンダー・ヘルス専門家協会（WPATH）から支持されている。
2020年代になり、二次性徴抑制は政治的論争の的となっている。2024年5月までにアメリカの25の州で二次性徴抑制は禁止され、一部では犯罪化されたが、連邦政府は規制にいたる根拠が不十分であるとし、複数の州で法律の施行を阻止している。

## 医学的用途
二次性徴抑制は、性別違和を抱えるトランスジェンダーの若者が安心してジェンダー・アイデンティティを模索できる時間を増やし、成人後に希望するジェンダー・アイデンティティにスムーズに移行できるようにすることを意図して行われる。二次性徴の発達に伴って生じる可能性のある苦痛を軽減することが期待されるだけでなく、二次性徴抑制を実施しなかった場合に生じる不可逆的な身体的変化（喉仏の突出、男性型脱毛症、声変わり、乳房の成長、ペニスの発達など）が生じないために、成人後の手術を含む医療的介入の必要性も減らすことができる。思春期に思春期抑制を受けることが、トランスジェンダーの若年成人の生涯にわたる希死念慮の確率の低下と関連していることを示す報告もある。
若者が性別移行の希望を持たなくなった場合には治療は中断され、従来どおり二次性徴が進行する。二次性徴抑制に用いる治療薬は、思春期早発症の子どもに対する治療にも1980年代から使用されている。
思春期早発症の治療において、二次性徴抑制剤は優れた安全性と有効性のプロフィールを示している。副作用としては、非特異的な頭痛、ほてり、落ち着きのなさ、インプラントに関連した皮膚反応などがある。また成長板の閉鎖が遅れるため高身長となる場合があるが、むしろ女性から男性への性別移行を希望する場合には患者に有利と思われる。二次性徴抑制によりペニスが未発達である場合、性別適合手術に必要な量の陰嚢または陰茎の皮膚が十分に発達しない場合があるが、別の方法を検討することもできる。骨密度への影響を考え長期投与はせず、骨密度の定期測定も行う。
性別違和をもつ若者に対する長期的な副作用は不明な点もあり、アメリカ内分泌学会は二次性徴抑制療法を支持する一方で、より厳密な安全性と有効性の評価の必要性を指摘している。最も長い追跡調査では、1998年に13歳で思春期ブロッカーを服用し始めたトランスジェンダー男性を追跡したものがある。この男性の健康状態は22年間モニターされ、2010年35歳の時点で代謝、内分泌、骨密度のレベルが正常で、身体的に健康であり、思春期ブロッカーの服用による脳の発達への悪影響を示す臨床的徴候はなかった。
日本では2年程度をめどに望む性別の性ホルモンによる治療への移行を行なうか中止をするかを検討し、漫然と投与しないことがガイドライン上求められている。なお日本では、二次性徴抑制を実施する際には2名の意見書が必要とされており、作成者は医療チームに所属して継続的に性同一性障害の診療を実施し、複数の身体治療に関する意見書を作成したもの（うち1名はGI学会認定医）に限定されている。
二次性徴抑制の効果について実施された研究では、これらの治療法がトランスジェンダーの若者にとって合理的に安全であり、可逆的で、個人の心理的幸福を改善できることを示している。複数の研究からなるレビューでは、二次性徴抑制は成人期における自殺傾向の減少、情緒および心理的機能の改善、社会生活の改善などの肯定的な結果と関連している。

## 政治的な議論
トランスジェンダーの子どもに対する二次性徴抑制は、反トランスジェンダー法の対象となっている。
2021年4月、アーカンソー州は18歳未満の未成年者に対する二次性徴抑制を禁止する法律を可決したが、法律が施行される1週間前に連邦判事によって差し止めされた。2022年4月、アラバマ州は19歳未満の未成年者が二次性徴抑制剤を入手することを禁止する法律を可決し、医師が未成年に二次性徴抑制療法を行うことを重罪とし、最高で懲役10年の刑罰を科すことにした。アラバマ州法は、施行数日後に連邦判事によって部分的に阻止された。2022年8月、フロリダ州はメディケイドが二次性徴抑制を含む性別適合医療をカバーすることを禁止した。フロリダの州法は成人における医療行為も対象とし、ホルモン療法の継続ができず生活が変わってしまうとして、大きな波紋を呼んだが、連邦地裁によって州法は無効であるとして差し止められた。2023年4月、フロリダ州は、親が子の性自認を肯定する医療を提供することに同意した場合、州が子どもの親権を剥奪することを認める法案を可決した。直前には妊娠6週を超えた人工中絶を原則禁止する法案にも署名しており、キリスト教福音派などの宗教右派組織からの強い支持を集める意図が指摘されている。
2024年5月までに、アメリカの25の州が二次性徴抑制を禁止し、複数の州で連邦政府はこのような法律が憲法違反であるとして退けた。初めて二次性徴抑制療法を禁止したアーカンソー州では、議員たちはこの法律が「不可逆的な手術」から子供たちを守るために必要だと主張したが、アーカンソー州で未成年者に対して性別適合手術が実際に行われたことはなかった。二次性徴抑制を含む性別適合医療への介入は、政府が患者と医師の関係に干渉し、親や家族から子どものための医療に関する決定を奪っているとして批判されている。

## 医学団体の反応
アメリカやオーストラリアの主要な医学団体が二次性徴抑制療法を支持する一方で、ヨーロッパではより慎重な姿勢をとり、推奨しないか制限を行っている例もある。

### オーストラリア
オーストラリア王立医師会、オーストラリア王立総合診療医学会、オーストラリア内分泌学会、およびAusPATHはすべて、トランスジェンダーの青少年に対する二次性徴抑制療法を支持している。

### カナダ
カナダ小児科学会は「現在のエビデンスは、思春期ブロッカーが適切に使用されれば安全であることを示しており、患者の精神的・心理社会的健康という広い視野の中で検討されるべき選択肢であることに変わりはない」と述べている。

### フィンランド
フィンランドは身体的移行よりも心理療法を優先するよう2020年にガイドラインを改訂したが、医療における選択のための協議会は、医学的禁忌がないのであれば、トランスジェンダーの子どもへの二次性徴抑制はケースバイケースで判断されるとしている。

### フランス
フランスのトランスジェンダーの子どもたちは、親の許可があれば何歳でも二次性徴抑制剤を使用することができる。フランスの国立医学アカデミーは、成長への影響、骨の弱体化、不妊のリスクなどの副作用の可能性があるため、二次性徴抑制を行う際には注意するよう促しているが、診療での運用に変更はない。

### スウェーデン
スウェーデンで2番目に大きな病院システムの管理者であるスウェーデンのカロリンスカ研究所は、2021年3月に、16歳未満の子どもへの二次性徴抑制療法やクロスホルモン治療の提供を中止すると発表した。さらに、カロリンスカ研究所は、承認された臨床試験以外では、16～18歳への性別適合医療の提供を中止する方針に変更した。2022年2月22日、スウェーデンの国立保健福祉委員会は、二次性徴的療法は不確実な科学によって裏付けられていると述べ、例外的な場合にのみ使用されるべきとした。一方、スウェーデンの他の医療機関は二次性徴抑制療法を提供し続けており、臨床医の専門的判断により治療方針が決定されている。スウェーデンでは現在も、二次性徴抑制療法は国民医療サービスに含まれ、医師が医学的に必要と判断した場合には治療を受けることが可能である。

### ノルウェー
ノルウェー保健総局は2020年、性別不合に関するガイドラインを発表し、学際的な評価に基づき、第二次性徴のタナー段階2度から16歳までの間は二次性徴抑制療法を推奨するとし、この治療は可逆的で、長期的な悪影響に関する信頼できる証拠はないとした。2023年、独立した非政府組織であるノルウェーヘルスケア調査委員会は、「若年層における二次性徴抑制療法とクロスホルモン治療の使用には十分なエビデンスがない」とする拘束力のない報告書を発表し、スウェーデンとフィンランドのような慎重なアプローチへと変更するよう勧告した。ノルウェーヘルスケア調査委員会には政策決定権はなく、ノルウェー保健総局は検討するとしながらも、アプローチの変更には至らなかった。ソーシャルメディアではノルウェーが性別適合ケアを禁止したという誤情報が拡散された。

### イギリス
2020年6月30日、英国国民保健サービス（NHS）は、二次性徴抑制療法が「完全に可逆的」であり「治療は通常いつでも中止できる」という文言をウェブサイトから削除した。その代わりにNHSは、「性同一性障害の子どもにおけるホルモン剤や二次性徴抑制療法の長期的な副作用についてはほとんど知られていない」とした。性同一性発達サービス（GIDS）によれば二次性徴抑制療法は、中止すれば身体的には可逆的な治療法であるとしているが、心理的な影響についてはまだわかっていない。
トランスジェンダーの子どもの同意能力について争ったBell v. Tavistock判決では、当初イングランド・ウェールズ高等法院（High Court of Justice）は16歳未満の子どもは二次性徴抑制についてのインフォームドコンセントを行う能力があるか疑わしいとしたが、2021年9月の控訴審では判決は覆され、16歳未満の者が思春期抑制剤の使用についてインフォームドコンセントを与えられるかどうかは医師が判断できるとした。
英国医師会は、二次性徴抑制療法を禁止すべきという流れに反対を表明している。NHSは2022年に、二次性徴抑制は16歳未満の子どもに対しては中央管理された臨床研究のもとに限定して行われるべきであるとし、それ以外では行うべきでないとした。
2024年3月にはNHSイングランドは安全性や臨床的有効性のエビデンスが不十分であるとして、臨床研究での使用以外では未成年への二次性徴抑制を行わないと発表した。同じく2024年に出されたキャス・レビューでは、性同一性障害に対する二次性徴抑制の広範な使用を正当化するには証拠が不十分であり、苦痛の軽減や心理的機能の改善という観点から、この治療の有効性に関する証拠を提供するためにさらなる研究が必要であると述べられている。キャス・レビューは、一部の患者にとっては二次性徴抑制は有用であろうとし、全面的な規制を呼びかけたものではないがイングランドでは医師が思春期ブロッカーを個人的に処方することができないようにすることを求める政治的な声が高まっている。